# スターバックス
スターバックス（英: Starbucks Corporation、NASDAQ: SBUX）は、アメリカ合衆国の喫茶店チェーン。1971年にアメリカ合衆国ワシントン州シアトルで開業した。
世界最大のチェーンのひとつであり、シアトル系コーヒーの元祖である 。2023年時点で世界86市場に38,038店舗を展開しており、その約半数に当たる19,592店舗が直営店、残り半数の18,446店舗がフランチャイズ店舗である。繁華街だけでなく駅やオフィスビルや大学の中にも出店しており、あらゆる客層に利用されている。
店舗では、ホットドリンクとコールドドリンク、コーヒー豆販売、インスタントコーヒー粉販売、エスプレッソ、カフェラテ、フルリーフティーとルーズリーフティー、ジュース、フラペチーノ、ペストリー、スナックを提供する。

## 歴史

### 創業

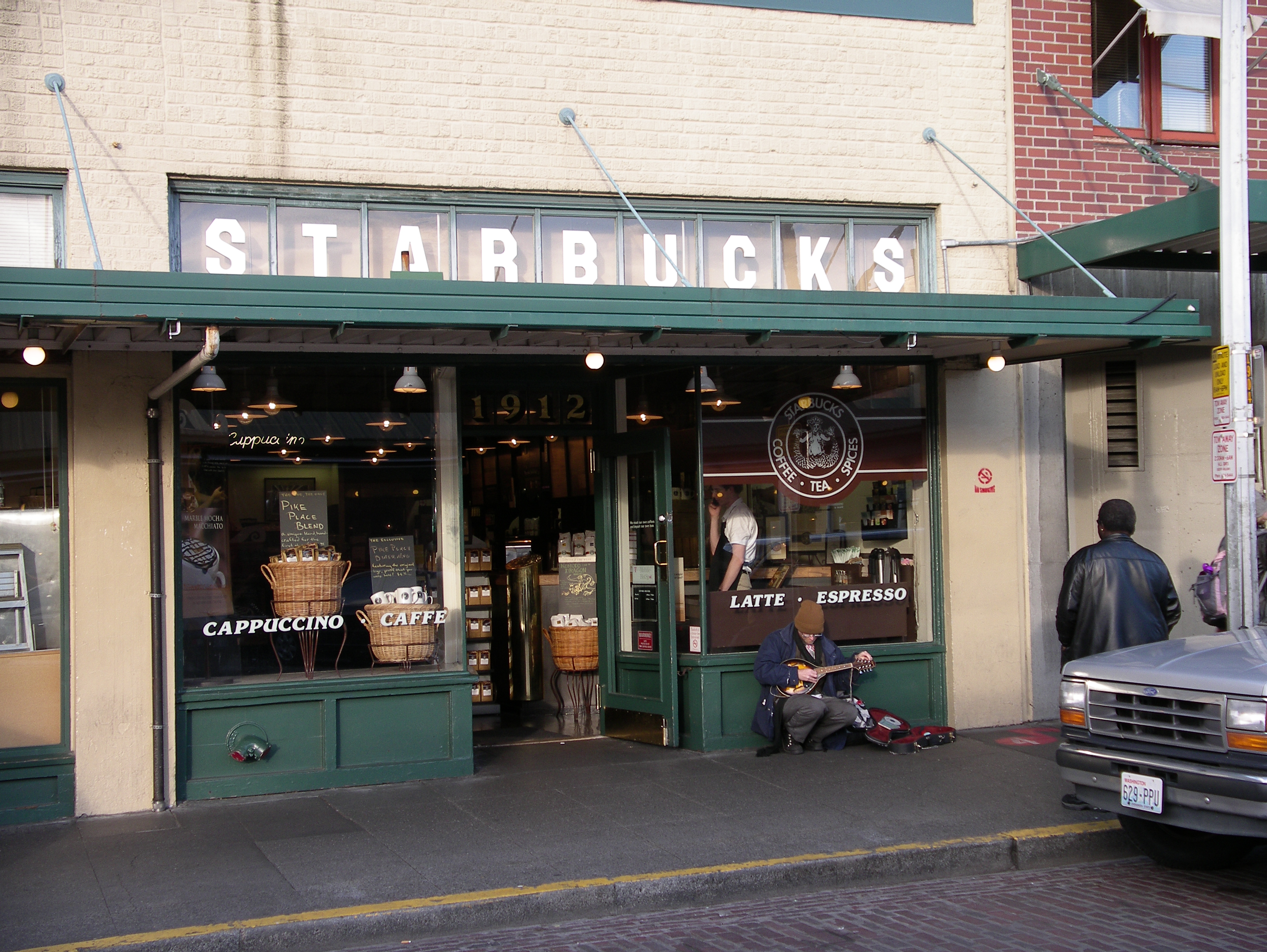
アメリカ・シアトルにある1号店。2017年1月現在もオリジナルデザインのロゴを使用して営業中。

1971年にシアトルでジェラルド・ジェリー・ボールドウィン、ゴードン・バウカー、ゼブ・シーグル（ユダヤ系）、アルフレッド・ピート（オランダ系）によって開業された。当時は、コーヒー焙煎の会社にすぎなかった。
1982年、のちの会長兼CEOのハワード・シュルツが入社。シュルツは、コーヒー豆のみならず、エスプレッソを主体としたドリンク類の販売を提案したが却下され、1985年に退社した。
翌1986年、シュルツはイル・ジョルナーレ社を設立し、エスプレッソを主体としたテイクアウトメニューの店頭販売を開始。これがシアトルの学生やキャリアウーマンの間で大流行した。
シュルツは、1987年にスターバックスの店舗と商標を購入し、イル・ジョルナーレ社をスターバックス・コーポレーションに改称。スターバックスのブランドでコーヒー店チェーンを拡大した。
当時のアメリカではイタリア流のファッションや食事が流行しつつあり、イタリア式コーヒーのエスプレッソを主体とするこれらの「シアトル系コーヒー店」はブームに乗ってすぐに北米全土に広がり、シアトルスタイルというコーヒーやコーヒー店のスタイルとして定着し、同業他社もこれにならい、同様のスタイルのコーヒー店が急増した。
スターバックスには「世界を変える」という使命があるとジョン・ムーアは述べている。

### 店名の由来
店名の由来は、第一候補だったハーマン・メルヴィルの小説『白鯨』に登場する捕鯨船ピークォド号（Pequod）の名を退け、副長の人名であるスターバック一等航海士（Starbuck）とシアトル近くのレーニア山にあったスターボ（Starbo）採掘場から採られた。
企業ロゴには、船乗りとの縁が深いセイレーン（ギリシャ神話における、上半身が人間の女性で、下半身が鳥の姿をしているとされている海の怪物）が用いられている。ロゴが変わるたびにセイレーンの姿が変化しており、1987年までは2本の尾がしっかりと描かれていたが、92年には少し枠に隠れ、2011年には外枠のSTARBUCKS COFFEEの文字がなくなった。なお、シアトルにある第1号店のPike Place店は、開店来の色調（茶色）とデザインを採用しており、ほかのチェーン店とは異なる。

## 製品

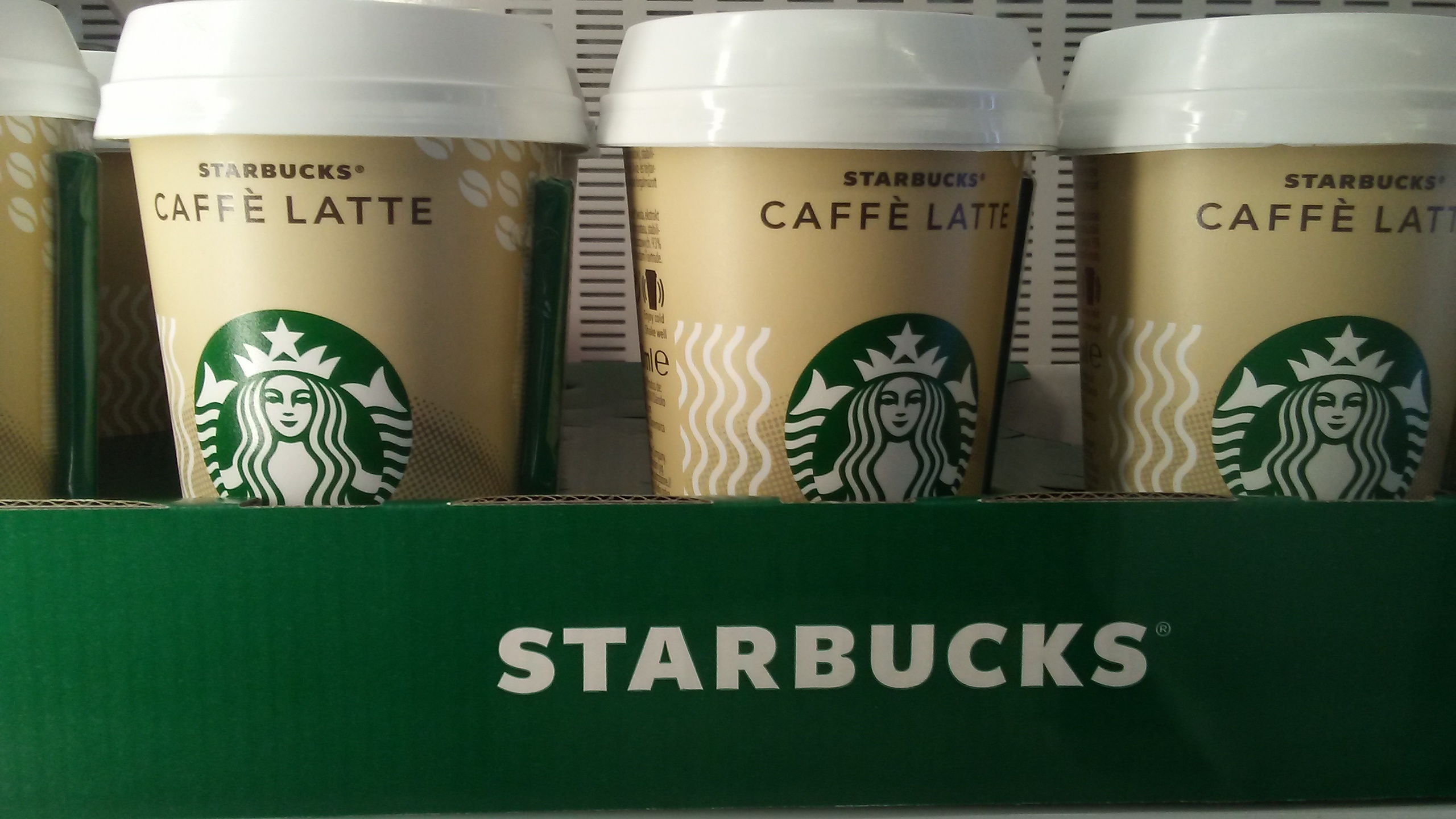
カフェラテ

通常、飲み物は紙製やプラスチック製の使い捨てコップで提供されるが、購入者の同意のうえ、陶器製のカップが利用されることもある。また、持参したタンブラーやカップ類を使用することも可能。持参したタンブラーやカップ類は、使用前後に洗浄もしてもらえる（割引と同様に、スターバックス販売製品以外でも洗浄してもらえる）。

### コーヒーのサイズ
| 名前              | 容量                                                   | 注記                                     |
| ----------------- | ------------------------------------------------------ | ---------------------------------------- |
| Short (ショート)  | 8 US fl oz (240 mL)                                    | オリジナルサイズのうち、小さいほう       |
| Tall (トール)     | 12 US fl oz (350 mL)                                   | オリジナルサイズのうち、大きいほう       |
| Grande (グランデ) | 16 US fl oz (470 mL)                                   | イタリア語で「ラージ」                   |
| Venti (ベンティ)  | 20 US fl oz (590 mL) - Hot 26 US fl oz (770 mL) - Iced | イタリア語で「20」                       |
| Trenta (トレンタ) | 30 US fl oz (890 mL)                                   | イタリア語で「30」 ※日本の店舗では未提供 |

### 店舗の特徴
- ソファや落ち着いた照明など長居したくなるようなインテリア
- 通りに面したオープンテラス
- 店内全面禁煙
- フレンドリーな接客

なども積極的に取り入れられた。日本進出時にも提携したサザビーによってほぼそのまま導入された。"Third place"（家庭でもなく職場でもない第3の空間）をコンセプトとして掲げる。
米国の店舗では長時間の自習やパソコン利用を制限することはなく、Wi-Fi利用も時間制限・接続先制限なしで無料である。米国の店舗にはAT&Tインターネットサービシス（SSID：attwifi）またはGoogle（SSID：Google Starbucks）の公衆無線LANアクセスポイントが設置されており、Wi-Fiが無料で利用できる。ダイニングエリアのコンセントは、ノートパソコンの利用や携帯電話の充電用に開放されている。
店内の家具は本社が家具メーカーに特注したものであり、市販はされていない。なお、二人用の丸テーブルの表面にはチェスボードのマス目が描かれており、チェスの駒を貸しだすサービスがあるが、近年は無地のテーブルに置き換え、マットタイプの盤とシリコン製の駒の貸し出しに変えた店舗も多い。
2014年には中国に、店舗面積や内装、提供商品などが一般店舗と異なるコンセプトストアを初めて開店した。
2021年11月18日にはAmazon.comと共同で、レジ無し技術（Amazon.comが実店舗で導入しているジャスト・ウォーク・アウトの技術）を導入したコーヒーショップをニューヨークに開店した。
長らくアメリカの店舗では、商品を購入していなくても店内で過ごしたり、トイレを自由に使用することを認めるポリシーを適用してきたが、2025年1月13日より、顧客を呼び戻し、落ち込む売上を伸ばすことを目的に同ポリシーを撤回。新しい行動規範を北米すべての店舗のドアに掲示した。

## 世界展開

スターバックスの店舗がある国と地域

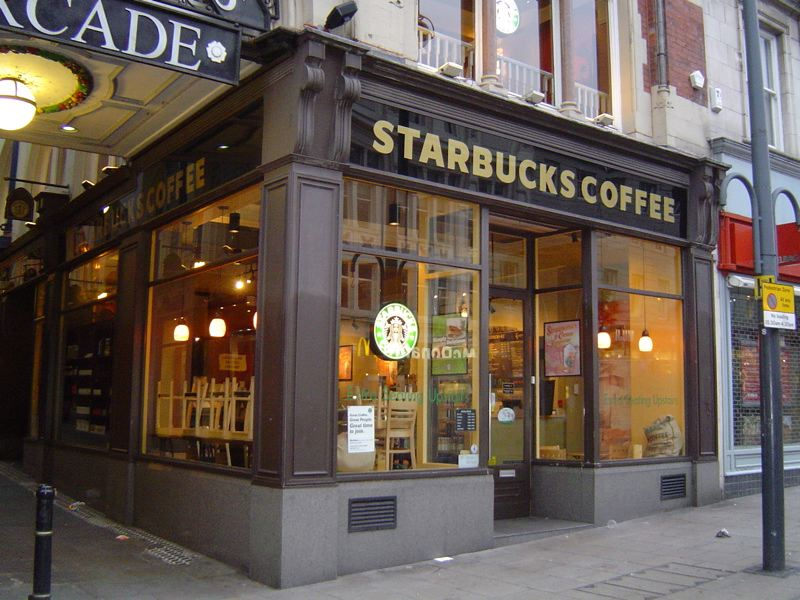
イギリス・リーズにあるスターバックス。都市の景観に合わせてロゴの配色が変更されている。

2023年時点で、世界86市場に38,038店舗を展開する。
イギリスの経済誌『エコノミスト』は、各国の購買力を測るための指数として、ビッグマック指数に加え、スターバックスのトールサイズのラテ価格を比較したトール・ラテ指数を発表している。

### オーストラリア
オーストラリアでは、2000年からシドニーなどに出店していたが、2008年までに1億米ドル（約95億円）以上の負債を抱えるに至った。不採算店舗を閉店し対応していたが、2014年6月に残存店舗の地元企業への売却が決定し、事実上の撤退に追い込まれた。

### 中華人民共和国
香港やマカオを除く中国国内の多くの店舗は、漢字で「星巴克」と表記されている。中国におけるスターバックスは中秋節や端午節などの季節ごとに中国限定のオリジナル商品を発売しているのも特徴である。
中国には1999年に北京に1号店を出店した。
また、北京では紫禁城（故宮）内部に2000年より出店していたが、2007年7月4日に撤退した。2007年1月に中国中央電視台のキャスターが自身のブログで、故宮にあるスターバックスの撤退を要求する内容の論評を発表しており、中国国内で議論が起きていた。
2020年末時点で中国本土200都市に4800店舗以上が出店している。2021年現在、世界でスターバックスが最も多い都市は上海で店舗数は900店以上である（2位はソウルの500店舗以上、3位は北京で400店舗以上である）。ただし、中国では国内のコーヒーチェーンも急成長しており、2021年上半期の時点で、瑞幸珈琲（ラッキンコーヒー、Luckin coffee）の店舗数が5239店舗となり、スターバックスの5135店舗を上回った。

### 大韓民国
韓国への1号店の出店は1999年であったが、2024年時点での店舗数はアメリカと中国に次ぐ世界3位の店舗数となる2009店を運営している。
韓国は年間コーヒー消費量（2024年）において、アジア太平洋地域で1位（416杯）になる程のコーヒー大国（激戦区）となっており、同国の高級カフェに比べて、安価でコーヒーが飲めることもあり、大衆向けのコーヒーショップとなっている。

### ロシア連邦
ロシア連邦では2007年に第1号店を開店して以降、130店舗を展開していた。2022年2月に発生したロシアによるウクライナ侵攻を受けて、同年3月にロシアでの事業展開を一時停止。その後、同年5月23日に同国から撤退することを発表した。
2022年8月18日、ロシア国内でのスターバックス事業を引き継いだ地元資本がモスクワ市内にコーヒーチェーン「スターズ・コーヒー」を開店した。

### ユナイテッド航空の機内
2011年まではユナイテッド航空の旧コンチネンタル航空運航便を除く全路線・全クラスで、ユナイテッドオリジナルブレンドのスターバックスコーヒーが提供されていた。コーヒーの紙コップに、スターバックスとユナイテッド航空のロゴが印刷されていたのが特徴であったが、現在は「Freshbrew Journeys Coffee」に変更された。

### アメリカ軍
アメリカ軍の基地等にも、兵士への福利厚生目的でスターバックスが出店している例は多い。珍しいところでは海軍の空母カール・ヴィンソンや、強襲揚陸艦ボクサーの艦内などにも出店している。艦内店舗の場合店員は乗組員が務めるが、スターバックスの店舗で研修を受け正式なバリスタの認定を受けており、通常店舗と同様のメニューが提供されるという。
なお米軍基地の店舗には原則として「Military Family Store(MFS)」という名称が付けられている。MFSには、退役軍人やその家族を雇用することで彼らの生活を支え、また退役後も基地内で働くことでコミュニティへの関わりを保つという役割も与えられている。

## ロゴマークと訴訟
スターバックスがかつて使用していた「緑の二重円」のロゴタイプ（ロゴ）については、世界各国で類似の商標が登場しており、訴訟に発展しているものも少なくない。
日本では、ドトールコーヒー系のエクセルシオール カフェが、1999年の誕生当初にスターバックスによく似たロゴを使用していたため、2000年にスターバックス側が不正競争防止法に基づきロゴの使用差し止めを求める仮処分申請を申し立てた。同年8月に両社の間で和解が成立し、エクセルシオールカフェ側がロゴの外側の円の色を青に変更している。
韓国では、地元コーヒーチェーン企業であるエルプレヤが2003年8月に商標登録した「スタープレヤ」のロゴに対して、スターバックス側が商標侵害だとして、特許裁判所に類似商標訴訟を起こした。裁判所は2006年10月11日、「侵害の事実は認められない」として訴えを退けた。スターバックス側は判決を不服とし大法院に上告したが、大法院は2007年1月にスターバックス側敗訴の確定判決を下した。
上海でも同様の裁判は行われており、スターバックスは同社の中国語名「星巴克」やロゴなどを真似たとして、上海でコーヒー店を展開していた地元業者を商標権の侵害で告訴した。スターバックスは2005年12月に下級審で勝訴したものの、地元業者はこれを不服とし上海市高級人民法院に上訴。高級人民法院は2006年12月に、商標権侵害を認め、スターバックス側の勝訴が確定した。
スターバックスでは2011年1月に、外側の帯および社名の文字表記を廃し、もともと内側にあった女性像を拡大した新たなロゴマークを発表。同年3月から順次導入を始めている。これは「今後スターバックスの名前でコーヒー以外の商品を提供していく可能性がある」ことがおもな理由だが、古くからのファンからは批判も出た。

## スターバックスカード
発行国内のスターバックス全店で使えるプリペイドカード・ギフトカードである。他国の店舗での互換性はなく、それぞれ発行国店舗のみでの利用となる。
アメリカとカナダの店舗では、登録を行ったスターバックスカード利用者は、来店（購入）ごとにシロップ追加、ドリップコーヒーのおかわりが無料となる。2010年6月までは登録を行ったカード利用者に限り2時間までWiFi（AT&T Wi-Fi Access）利用が無料であった（2010年7月からはすべての客に時間制限なしで開放されている）。カードはスーパーマーケットなどでも販売（会員制倉庫型卸売店などでは額面の7割から9割の価格で販売）されている。また、「スターバックスカード・デュエットビザカード」と呼ばれる年会費無料のクレジットカードをスターバックスとの提携でチェースが発行しており、このカードの利用時には、加えて代金の10%が割引となる。
イギリスの店舗でも同様に、オンラインで登録を行ったカード利用者は店舗内の公衆無線LAN（BT openzone）が制限なしに利用でき、シロップなどのオプションは過剰でない限りすべて無料になるうえ、スターバックスカードでドリンクを購入するとドリンク単体の割引が受けられる。また、フィルターコーヒー（トールサイズ）が1ポンドになるなど（この場合のオプションも無料）、スターバックスカードのサービスは世界でも北米と並ぶトップレベルである。
日本では、現金またはクレジットカードによる1,000円以上の入金で発行でき、繰り返しチャージが可能である。ウェブ上に登録したスターバックスカードで支払いをするとリワード制度が導入され、50円につき1star、150star集めると700円分のリワードチケットを発行することができる。残高は店頭やスターバックスカードサポートセンター、ウェブサイトで確認でき、同時に利用期限が更新される（金額の増減を伴わなくとも3年の有効期限が延長される。2012年6月6日以降、有効期限は廃止され無期限となっている）。絵柄は年々変更され、期間限定タイプや懸賞で当たるタイプなどもある。こういった限定の絵柄はオークションでも高価で取引されている。また、贈呈用としてカードを納める封筒もある。カードのタイプはデニーズと同じタイプであるが、デニーズでは利用できない（逆も同様）。
日本を含めたほとんどが磁気カードだが、台湾のみICカードである。台湾では、同じ統一企業グループが経営するセブン-イレブンで発行されている「icash」と同じタイプだが、セブン-イレブンでは利用できない。逆に、セブン-イレブンで発行された「icash2.0」カードは同店舗で使用可能である。
スターバックス ジャパン公式モバイルアプリ内でスターバックスカードを発行、またはプラスチック製カードの取り込みが可能で、おサイフケータイ対応機種であればお店に設置されているリーダーにかざすことで代金の支払い、カードへのチャージが可能となっている。Apple Payでのオンラインチャージに加えて、2024年5月16日よりPayPayによるチャージも可能になった。
タンブラーと同様に、地域限定のデザインカードも発行されている。

## 労働環境
世界産業労働組合（IWW）に加盟するスターバックス労働組合がある。
カリフォルニア州のサンディエゴ郡裁判所は、バリスタに支払われたチップの一部が、シフト・スーパーバイザー（交代勤務監督）にも渡っているのは違法だとして、スターバックスに対して約1億ドルを10万人のバリスタに返還するよう命じた。同様の訴訟は他の州でも起こされている。
2009年7月、テキサス州エルパソで採用した身長の低い従業員が研修3日で解雇された。この従業員は業務で椅子か小型の脚立の使用を申し出たものの、会社側はこれを拒否して解雇した。2011年5月、米国連邦政府の雇用機会監視監督機関である雇用機会均等委員会（EEOC）は、障害をもつ従業員に対して相応の便宜を図ることを拒んだとして、テキサス州西部地区連邦地方裁判所に、同社における差別禁止ポリシーの確立と解雇された従業員に対する給与および懲罰的損害賠償金の支払いを求めて提訴した。2011年8月16日、スターバックスは7万5,000ドルを解雇した元従業員に支払うこと、および障害者雇用についての改善策を取ることに同意した。

## その他
- 2001年9月11日の世界貿易センタービル崩壊直後、3名の救急隊員が世界貿易センタービルから3ブロック離れたBattery Park City Starbucksで飲料水をもらおうとしたところ、ボトル・ウォーター代として130ドルを請求されたため、実費で購入した。これが企業風土を示すものだと、スターバックスは全米から批判を浴びてのちに謝罪した[37]。
- 2013年に香港のスターバックス店舗で、テナントとして入居するビルのトイレの水道水を用いてコーヒーを淹れていたことが地元メディアに報道され、地元の衛生当局が水道水を使用しないよう警告を出し、同社は蒸留水の使用に切り替えたが、市民からは批判の声が多数出た[38]。
- 2015年に韓国のスターバックス店舗で、メニューにショートサイズの価格を載せなかったことから、消費者団体が「消費者の選択権を制限している」として食品衛生法違反で告発した。これを受けて、スターバックス・コリアは、全サイズの価格を載せたパンフレットメニューを準備したり、ショートサイズがある旨の文字を商品名と同じ文字サイズに変更して大きく書くなどの改善を行った[39]。
- 2017年1月27日、中東とアフリカの7か国の国民の入国を制限する大統領令13769号が署名された。それを受けて今後5年間に1万人の難民を雇用すると発表したところ、不買運動が起きたが小さい影響で済んだ[40]。
- 創業時からスターバックスは「出会いの場」を提供することを企業の使命としていた。しかし2018年4月12日、コーヒーを買わずに知人を待っていた黒人客2人が逮捕された。すぐに釈放されたが、逮捕の様子がネット上に拡散されると人種差別だと非難が殺到したことから、同年5月29日に全米約8,000店を閉鎖して従業員約17万5,000人に対し研修を行うことを決定した[41]。のちに米スターバックス社は、2025年1月に店内やトイレの無料開放を取りやめることを発表した[42]。
- 2019年に発生した香港の反中デモにおいて、香港でスターバックスを運営する美心食品（Maxim's Caterers）の創業者の娘が、デモを非難したことから、親中派としてデモ隊のターゲットにされており、複数の店舗でスプレーを使った落書きや破壊行為を受けるなどしている[43]。
- 2019年11月28日、アメリカオクラホマ州の店舗で、コーヒーを注文した警察官に対し、ラベルに警察官を侮蔑する意味の「ブタ（PIG）」と印字されたカップを渡し、この警察官の勤務する警察署長が抗議したところ、当初店側の対応は謝罪ではなくカップを交換するというものだったが、その後本社が正式に謝罪し、当該バリスタを停職処分にした。アメリカでは、過去にもスターバックスを利用しようとした警察官に対し、バリスタが退店を求めてのちに謝罪する出来事が起きている[44]。
- 2020年1月21日、2030年までに二酸化炭素の排出量や埋め立てごみの量を50％削減するほか、植物由来のメニューを増やし、環境再生型の農業への投資を行うなど自然資源の活用を見直すサステナビリティに関する新たな方針を発表した[45]。
- 英語のSMSにおけるスラングでは、スターバックスは「*$'s」と省略されている[46]。*がstar、$がbuckを示している。
- 2020年、カリフォルニア州で宅配代行配達員の男性が、受け取った3杯のうち1杯のカップが持ち帰りトレーに適切に固定されていなかったため、下半身にホットドリンクがこぼれ、重症のやけどを負った。男性は皮膚移植を行ったが、性器の神経が損傷するなど深刻な被害を負ったとしてスターバックスの義務違反を訴えた裁判で、カリフォルニア州の陪審は2025年3月14日、スターバックスに対し、5000万ドル（約74億円）の損害賠償を支払うよう命じた[47][48][49]。